# Benkara sinensis
Benkara sinensis är en måreväxtart som först beskrevs av João de Loureiro, och fick sitt nu gällande namn av Colin Ernest Ridsdale. Benkara sinensis ingår i släktet Benkara och familjen måreväxter. Inga underarter finns listade i Catalogue of Life.